# Nati nel 1910/Maggio
| Questa pagina contiene informazioni ricavate automaticamente dalle voci biografiche con l'ausilio del template Bio e di un bot. L'aggiornamento è periodico e automatico e ricostruisce completamente la pagina. Se manca una persona in questa lista, sei pregato di non aggiungerla, ma accertati piuttosto che la sua voce biografica contenga il template Bio e che i dati anagrafici siano correttamente compilati. Se il template Bio manca, inseriscilo tu stesso o, in alternativa, metti l'avviso {{tmp\|Bio}} che ne segnala la mancanza. Se i dati riportati sono sbagliati, correggi direttamente la voce biografica; le modifiche saranno visibili in questa lista entro pochi giorni. Per chiarimenti vedi il progetto biografie. La lista contiene solo le 144 persone che sono citate nell'enciclopedia e per le quali è stato implementato correttamente il template Bio. Pagina aggiornata al 10 ago 2025. |

- 1º maggio - Cliff Battles, giocatore di football americano statunitense († 1981)
- 1º maggio - René Blieck, poeta e avvocato belga († 1945)
- 1º maggio - Behice Boran, sociologa e politica turca († 1987)
- 1º maggio - Pietro Bresciani, calciatore italiano († 1963)
- 1º maggio - Josef Allen Hynek, ufologo, astronomo e docente statunitense († 1986)
- 1º maggio - Antonio Morzenti, calciatore italiano
- 1º maggio - Maurice Noble, disegnatore e regista statunitense († 2001)
- 1º maggio - Marcello Petacci, chirurgo italiano († 1945)
- 1º maggio - Aleksandr Kazimirovič Toluš, scacchista sovietico († 1969)
- 2 maggio - Judd Marmor, psichiatra statunitense († 2003)
- 2 maggio - Maksim Mongužukovič Munzuk, attore, cantante e compositore russo († 1999)
- 2 maggio - Francesco Alessandro Ugolini, linguista e filologo italiano († 1990)
- 2 maggio - Francesco Vinci, rugbista a 15 e allenatore di rugby a 15 italiano († 1990)
- 3 maggio - Aurélio Buarque de Holanda Ferreira, lessicografo, linguista e traduttore brasiliano († 1989)
- 3 maggio - Carmen Bulgarelli Campori, soprano e compositrice italiana († 1965)
- 3 maggio - Norman Corwin, sceneggiatore statunitense († 2011)
- 3 maggio - Alceo Galliera, organista e direttore d'orchestra italiano († 1996)
- 3 maggio - Bernard Orchard, biblista inglese († 2006)
- 4 maggio - James Ellison, attore statunitense († 1993)
- 4 maggio - Nazareno Luna, calciatore argentino
- 4 maggio - Margaret Masterman, linguista britannica († 1986)
- 4 maggio - Adolf Vogl, calciatore austriaco († 1993)
- 4 maggio - Matthias Volz, ginnasta tedesco († 2004)
- 5 maggio - Bill Baucom, attore statunitense († 1981)
- 5 maggio - Octave Joly, fumettista belga († 1988)
- 5 maggio - Leo Lionni, pittore, scrittore e illustratore statunitense († 1999)
- 5 maggio - Anselmo López, cestista, allenatore di pallacanestro e dirigente sportivo spagnolo († 2004)
- 5 maggio - Otto Wilhelm von Vacano, archeologo e etruscologo tedesco († 1997)
- 6 maggio - Emily Hood Westacott, tennista australiana († 1980)
- 6 maggio - Mary Loos, sceneggiatrice e produttrice cinematografica statunitense († 2004)
- 6 maggio - Giulio Pacuvio, regista, traduttore e sceneggiatore italiano († 1963)
- 6 maggio - James Earl Rudder, generale e politico statunitense († 1970)
- 6 maggio - Juan Valdivieso, calciatore peruviano († 2007)
- 7 maggio - Otto Andersson, calciatore svedese († 1977)
- 7 maggio - Elia Comini, presbitero italiano († 1944)
- 7 maggio - Salvatore Mariconda, politico italiano († 1996)
- 7 maggio - S. Poniman, cantante e attore indonesiano († 1978)
- 7 maggio - François Rudler, cestista francese († 1984)
- 7 maggio - Angelo Strata, calciatore italiano
- 8 maggio - George Male, calciatore inglese († 1998)
- 8 maggio - Olindo Simionato, militare e aviatore italiano
- 8 maggio - Van Cleave, compositore statunitense († 1970)
- 8 maggio - Mary Lou Williams, pianista, arrangiatrice e compositrice statunitense († 1981)
- 9 maggio - Carmela Carabelli, mistica italiana († 1978)
- 9 maggio - Francis Carpenter, attore statunitense († 1973)
- 9 maggio - Vincenzo Regina, presbitero e storico italiano († 2009)
- 9 maggio - Antoon van Schendel, ciclista su strada olandese († 1990)
- 10 maggio - Pietro Bellomo, calciatore italiano († 1999)
- 10 maggio - Eric Berne, psicologo canadese († 1970)
- 10 maggio - Otto Müller, pallanuotista austriaco († 1965)
- 10 maggio - Bernard Voorhoof, calciatore belga († 1974)
- 11 maggio - Domenico Rivalta, partigiano italiano († 1945)
- 12 maggio - Adone Asinari, pittore italiano († 1984)
- 12 maggio - Gerhard Dornbusch, direttore d'orchestra, compositore e arrangiatore svedese († 1976)
- 12 maggio - James Dudley, giocatore di baseball statunitense († 2004)
- 12 maggio - Johan Ferrier, politico surinamese († 2010)
- 12 maggio - Dorothy Crowfoot Hodgkin, biochimica e cristallografa britannica († 1994)
- 12 maggio - Gordon Jenkins, compositore e pianista statunitense († 1984)
- 12 maggio - Heinrich Koenen, ingegnere tedesco († 1945)
- 12 maggio - Giuseppe Martano, ciclista su strada italiano († 1994)
- 12 maggio - Giulietta Simionato, mezzosoprano italiano († 2010)
- 12 maggio - Giuseppe Testi, pittore italiano († 1993)
- 13 maggio - Vladimir Gorochov, allenatore di calcio e calciatore sovietico († 1985)
- 14 maggio - Iuliu Baratky, calciatore e allenatore di calcio rumeno († 1962)
- 14 maggio - Valerio Pisano, ceramista, incisore e pittore italiano († 1996)
- 14 maggio - B.S. Pully, comico e attore statunitense († 1972)
- 14 maggio - Richard Rober, attore statunitense († 1952)
- 14 maggio - Opilio Rossi, cardinale e arcivescovo cattolico italiano († 2004)
- 15 maggio - Johann Auer, presbitero e teologo tedesco († 1989)
- 15 maggio - Constance Cummings, attrice statunitense († 2005)
- 15 maggio - Theodor Förster, chimico e fisico tedesco († 1974)
- 15 maggio - Heini Göbel, attore tedesco († 2009)
- 15 maggio - Candido Grassi, politico e partigiano italiano († 1969)
- 15 maggio - Roland Lindberg, calciatore svedese († 1993)
- 15 maggio - Ferenc Pusztai, calciatore ungherese († 1973)
- 15 maggio - Odo Spadazzi, politico e imprenditore italiano († 1989)
- 16 maggio - Ol'ga Fëdorovna Berggol'c, poetessa sovietica († 1975)
- 16 maggio - Umberto De Angelis, calciatore italiano († 2001)
- 16 maggio - Giacomo Soleri, filosofo e teologo italiano († 1963)
- 16 maggio - Ernst van Aaken, medico e allenatore di atletica leggera tedesco († 1984)
- 17 maggio - Enriqueta Harris, storica dell'arte inglese († 2006)
- 18 maggio - Ester Boserup, economista danese († 1999)
- 18 maggio - Salvo Libassi, attore italiano († 1984)
- 18 maggio - Nic Scheitler, sollevatore lussemburghese († 1999)
- 19 maggio - Aarne Ervi, architetto finlandese († 1977)
- 19 maggio - Nathuram Godse, criminale indiano († 1949)
- 19 maggio - Sion Segre Amar, scrittore italiano († 2003)
- 19 maggio - Władysław Szczepaniak, calciatore polacco († 1975)
- 19 maggio - Ion Țuculescu, pittore rumeno († 1962)
- 20 maggio - Algisto Lorenzato, calciatore brasiliano († 1960)
- 21 maggio - Antonio Barrios, allenatore di calcio spagnolo († 2002)
- 21 maggio - João Belo, calciatore portoghese († 1960)
- 21 maggio - Angelo Bruno, mafioso italiano († 1980)
- 21 maggio - Bertram Dean, britannico († 1992)
- 21 maggio - Josef Hassmann, calciatore austriaco († 1969)
- 21 maggio - Felix Landau, militare austriaco († 1983)
- 21 maggio - František Mareš, calciatore cecoslovacco († 1942)
- 21 maggio - Giorgio Monicelli, traduttore, curatore editoriale e partigiano italiano († 1968)
- 21 maggio - Mario Pisu, attore e doppiatore italiano († 1976)
- 21 maggio - Marie-Rose Tessier, supercentenaria francese
- 22 maggio - Marcel Kauffmann, calciatore francese († 1969)
- 22 maggio - Enrico Muricchio, militare e medico italiano († 1936)
- 23 maggio - Artie Shaw, clarinettista statunitense († 2004)
- 23 maggio - Scatman Crothers, attore e cantante statunitense († 1986)
- 23 maggio - Gino Donati, pittore italiano († 1994)
- 23 maggio - Hugh Casson, architetto, designer e giornalista inglese († 1999)
- 23 maggio - Franz Kline, pittore statunitense († 1962)
- 23 maggio - Ernesto Monico, militare e aviatore italiano († 1936)
- 24 maggio - Zenel Hajdini, partigiano jugoslavo († 1942)
- 24 maggio - August Landmesser, operaio, antifascista e militare tedesco († 1944)
- 25 maggio - Riccardo Chicco, pittore e docente italiano († 1973)
- 25 maggio - Scipio Colombo, baritono italiano († 2002)
- 25 maggio - Pier Angelo Soldini, giornalista, scrittore e critico letterario italiano († 1974)
- 26 maggio - Imi Lichtenfeld, artista marziale e militare israeliano († 1998)
- 26 maggio - Abdelkhalek Torres, politico, scrittore e giornalista marocchino († 1970)
- 26 maggio - Satoshi Watanabe, fisico giapponese († 1993)
- 27 maggio - Mario Majoni, pallanuotista e allenatore di pallanuoto italiano († 1985)
- 27 maggio - Luis Antonio Sánchez, calciatore argentino
- 27 maggio - Bruno Sargentini, politico italiano († 1984)
- 28 maggio - Lorenzo Calogero, poeta italiano († 1961)
- 28 maggio - Rachel Kempson, attrice britannica († 2003)
- 28 maggio - Giuseppe Malaspina, marciatore e allenatore di atletica leggera italiano († 1982)
- 28 maggio - Guy Moll, pilota automobilistico francese († 1934)
- 28 maggio - Orfeo Tamburi, pittore italiano († 1994)
- 28 maggio - T-Bone Walker, chitarrista e cantautore statunitense († 1975)
- 29 maggio - Derek Fortrose Allen, archeologo e numismatico britannico († 1975)
- 29 maggio - Antonio Barolini, scrittore, poeta e giornalista italiano († 1971)
- 29 maggio - Ralph Metcalfe, velocista e politico statunitense († 1978)
- 29 maggio - Peter Platzer, calciatore austriaco († 1959)
- 30 maggio - Harry Bernstein, scrittore britannico († 2011)
- 30 maggio - Franco Dacquati, pittore e scultore italiano († 1988)
- 30 maggio - Ferdinand Daučík, calciatore e allenatore di calcio cecoslovacco († 1986)
- 30 maggio - Ettore Mattia, attore italiano († 1982)
- 30 maggio - Inge Meysel, attrice tedesca († 2004)
- 30 maggio - Mirtemir, poeta e traduttore uzbeko († 1978)
- 30 maggio - Elia Puccini, calciatore italiano
- 30 maggio - Gloria Shea, attrice statunitense († 1995)
- 31 maggio - Dino Del Favero, militare francese († 1941)
- 31 maggio - Giuseppe Longo, giornalista e scrittore italiano († 1995)
- 31 maggio - Helmut Looß, militare tedesco († 1988)
- 31 maggio - Eugenio Manni, storico italiano († 1989)
- 31 maggio - Luis Rosales, poeta e saggista spagnolo († 1992)
- 31 maggio - Louis Thiétard, ciclista su strada francese († 1998)
- 31 maggio - George Woolf, fantino canadese († 1946)